# Angelo Plessas

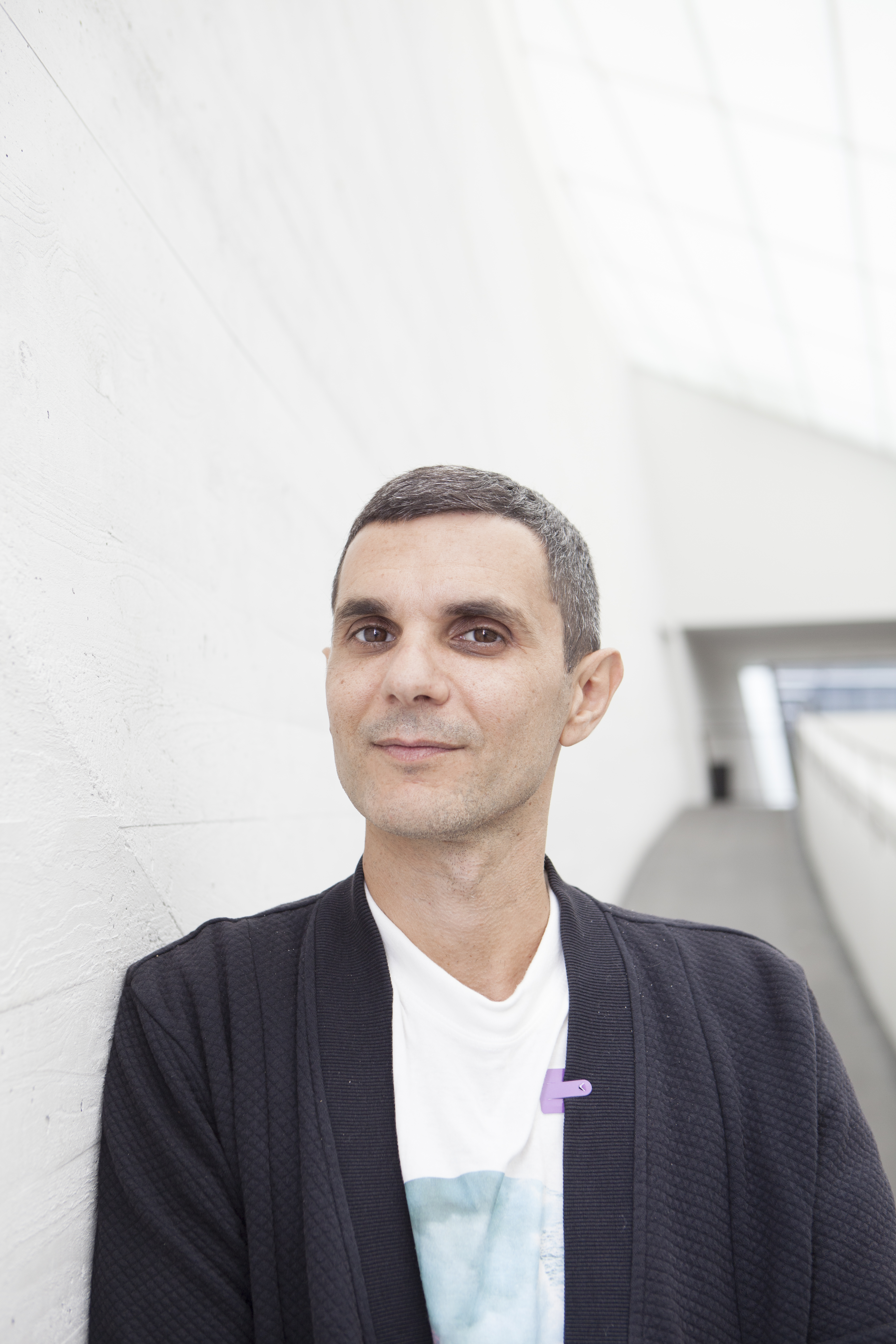
Angelo Plessas (2016)

Angelo Plessas (griechisch Άγγελος Πλέσσας Angelos Plessas, * 1974 in Athen) ist ein griechischer Konzept-, Video-, Internet- und Installationskünstler.

## Werk

### Frühe Arbeiten
Angelo Plessas registrierte zunächst Domain-Namen und designte Websites. Der Künstler reist für seine Projekte mit Google Street View um den Globus, um passende Orte für seine Happenings, die er mit Video-Aufnahmen dokumentiert, zu finden.

### Experimente zur Gesellschaft der Zukunft
Die Serie der seit 2012 jährlich stattfindenden Brotherhood/Sisterhood-Treffen sind Happenings, die als soziale Experimente für eine Gesellschaft der Zukunft zu verstehen sind. Die Treffen fanden u. a. im Westjordanland, in Sri Lanka und am Hohen Dörnberg statt. Aus den sozialen Experimenten schafft er Multimediainstallationen. Plessas kündigt seine nächsten Happenings bei YouTube an. 2016 setzte er sein Werk durch die Künstlerserie Experimental Education fort.
2017 nahm der Künstler an der documenta 14 in Athen und Kassel teil. Er stellte in Kassel in der Gottschalk-Halle eine Multimediainstallation mit dem Titel Eternal Internist Brotherhood/Sisterhood 6 (2017) und in einem Glas-Pavillon an der Kasseler Kurt-Schumacher-Straße die Arbeiten Reading Statement#etinterbro5 Sri Lanka (2016) und Eternal Internet Brotherhood/Sisterhood 5 (2016) aus.

## Ausstellungen
- 2006: Arte Moderna a Padula, Padula
- 2011: DLD Culture & Arts Super-Session, München
- 2011: Triennale Bovisa, Mailand
- 2013: Studio 13/16, Centre Georges Pompidou, Paris
- 2013: Frieze London Regent’s Park, London
- 2014: The Cooper Union Gallery[3], New York
- 2015: Food[4], Musée d’Art Contemporain, Marseille
- 2017: documenta 14, Athen, Kassel